# تشارلز بيرن
تشارلز بيرن (بالإنجليزية: Charles Byrne)‏ هو لاعب سيرك ‏ أيرلندي، ولد في 1761 في ديري في المملكة المتحدة، وتوفي في 1783 في لندن في المملكة المتحدة.